# Ентони Тиржис
Ентони Тиржис (фр. Anthony Turgis; Бур ла Рен, 16. мај 1994) француски је бициклиста који тренутно вози за UCI ворлд тур тим — Тотал енержис. Освојио је по једном Париз—Шони, Гран при ла Марсељеза и Лори Атлантик класике. Остварио је једну етапну побједу на Тур де Франсу, док је Милано—Санремо завршио једном на другом мјесту, а Ронде ван Фландерен на четвртом.

## Каријера
У току јуниорске каријере освојио је Лијеж—Бастоњ—Лијеж, завршио је Париз—Рубе на другом мјесту, а освојио је једну бронзану и једну сребрну медаљу на Европском првенству и једну бронзану медаљу на Свјетском првенству у друмској вожњи. Професионалну каријеру почео је 2015. године, а 2027. возио је своју прву гранд тур трку — Вуелта а Еспању, док је 2018. возио Тур де Франс по први пут. Године 2019. завршио је Дварс дор Фландерен на другом мјесту, иза Метјуа ван дер Пула, освојио је Париз—Шони и Гран при ла Марсељезаа класике, а Тур де Луксембург је завршио на четвртом мјесту у генералном пласману, уз освојену класификацију за најбољег младог возача. Године 2020. завршио је Ронде ван Фландерен на четвртом мјесту, изгубивши у спринту од Александера Кристофа, у групи која је дошла на циљ осам секунди иза Ван дер Пула и Ваута ван Арта. Године 2021. завршио је Кирн—Брисел—Кирн на другом мјесту, изгубивши у спринту од Мадса Педерсена, након чега је Милано—Санремо завршио на десетом, а Ронде ван Фландерен на осмом мјесту. Године 2022. завршио је Милано—Санремо на другом мјесту, у групи која је дошла на циљ двије секунде иза Матеја Мохорича, побиједивши у спринту Ван дер Пула и Мајкла Метјуза. Првенство Француске у друмској вожњи завршио је на другом мјесту, иза Флоријана Сенешала, а Примус класик завршио је на шестом мјесту.
Године 2023. завршио је Милано—Санремо на деветом мјесту, 25 секунди иза Ван дер Пула, који је напао на успону Пођо ди Санремо и остварио соло побједу. У јулу је возио Тур де Франс 2023. гдје је на осмој етапи добио награду за најагресивнијег возача. У генералном пласману завршио је на 124 мјесту. У финишу сезоне завршио је Супер 8 класик на другом мјесту у петочланој групи која је дошла на циљ, изгубивши у спринту од Ван дер Пула. Године 2024. возио је Тур де Франс, гдје је био у бијегу на деветој етапи која је вожена по секцијама калдрме и побиједио је у спринту испред Тома Пидкока и Дерека Џија, чиме је остварио прву побједу на Тур де Франсу и на некој гранд тур трци.

## Стил вожње
Описан је као возач који је на граници између спринтера и класик специјалисте, који вози добро на успонима, попут Мадса Педерсена.

## Приватни живот
Његова браћа Џими Тиржис и Танги Тиржис били су такође професионални бициклисти, али су обојица морала да заврше каријере због срчаних проблема; Танги 2018. током прве професионалне сезоне, возећи за тим Витал консепт, а Џими 2020. возећи такође за тим Витал консепт.

## Резултати на тркама

### Резултати на гранд тур тркама
| Гранд тур трке  | 2017. | 2018. | 2019. | 2020. | 2021. | 2022. | 2023. |  |
| --------------- | ----- | ----- | ----- | ----- | ----- | ----- | ----- |  |
| Ђиро д’Италија  | —     | —     | —     | —     | —     | —     | —     |  |
| Тур де Франс    | —     | 116   | 131   | 108   | 73    | 128   | 94    |  |
| Вуелта а Еспања | 117   | —     | —     | —     | —     | —     | —     |  |

| — | Није учествовао |
|   | Није завршио    |